# Rudi Pillen
Rudi Pillen (Moen, 6 januari 1931 – Blankenberge, 24 maart 2014) was een Belgisch kunstenaar.
Vanaf 1949 studeerde hij schone kunsten aan de Sint-Lucasschool in Gent. Zes jaar na zijn eerste bezoek aan Afrika in 1956, ging hij in Zaïre wonen om na 13 jaar terug te keren.
Het werk van Pillen weerspiegelt veel creativiteit. In een periode van meer dan 50 jaar evolueerde zijn werk van expressionisme - geïnspireerd door zijn verblijf in Afrika - naar hedendaagse moderne kunst. De invloed van de Afrikaanse cultuur is vooral te herkennen in de kleurrijke taferelen. De mens staat centraal in zijn werk. Figuren staan nooit vast op de grond maar “zweven”. 
Het bekendste werk van hem is te zien in “Thailand Cultural Centre” in de metro van Bangkok. Daar werd een werk op een doek van 2 meter bij 10 meter onthuld door prinses Astrid en prins Lorenz van België.
Zijn werken waren in het verleden ook te zien in onder andere San Francisco, New York, Chicago, Parijs, Kinshasa en Johannesburg. 
In 2006 werd een reportage gemaakt rond Rudi Pillen voor een televisieprogramma van ATV.
- Bibliothèque nationale de France: cb125408726 (data)
- International Standard Name Identifier: 0000 0004 5093 3984
- RKD-Nederlands Instituut voor Kunstgeschiedenis: 93694
- Virtual International Authority File: 316736630